# Аджика
Аджи́ка (абх. аџьыка, что в переводе означает "соль", груз. აჯიკა) — абхазская и грузинская острая приправа. 20 ноября 2018 года технология приготовления и рецепт аджики был включён в список нематериального культурного наследия Грузии.

## Состав
Готовится в виде пастообразной массы, в состав которой входят перетёртые (традиционно — на камне) красный перец, кориандр, пажитник голубой (уцхо-сунели) и другие пряные травы (свежие или сушёные), чеснок, с добавлением определённого количества поваренной соли.
Аджика обычно бывает красного цвета, однако из неспелого перца может быть изготовлена приправа зелёного цвета.
Томаты не входят в состав традиционной аджики, однако с течением времени возникли вариации, включающие разного рода овощное пюре, в том числе и томаты. Значительная часть острых соусов, предлагаемых сегодня в магазинах под названием «аджика», содержит помидоры. Более правильное название для содержащих помидоры, паприку и сопутствующую им жидкость соусов — сацебели.

## История возникновения
Технология приготовления и рецепт аджики восходит к западной части Грузии — Самегрело и Абхазии, где в свою очередь существуют несколько подвидов аджики — мегрельская, зелёная и другие.

Слово «аджика» абхазского происхождения и означает как «соль» (точнее, џьыка, так как а — определённый артикль), так и приправу аджику. Ачеи-џьыка — хлеб (ача) с солью — приветствие, ср. рус. хлеб-соль. Такую смесь приправ абхазы называют словом «апырпыл-джика», что означает «перечная соль» или «аджиктцатца» (аџьыкҵәаҵәа), то есть «соль, перетёртая с чем-то», а остальные народы мира просто аджикой.

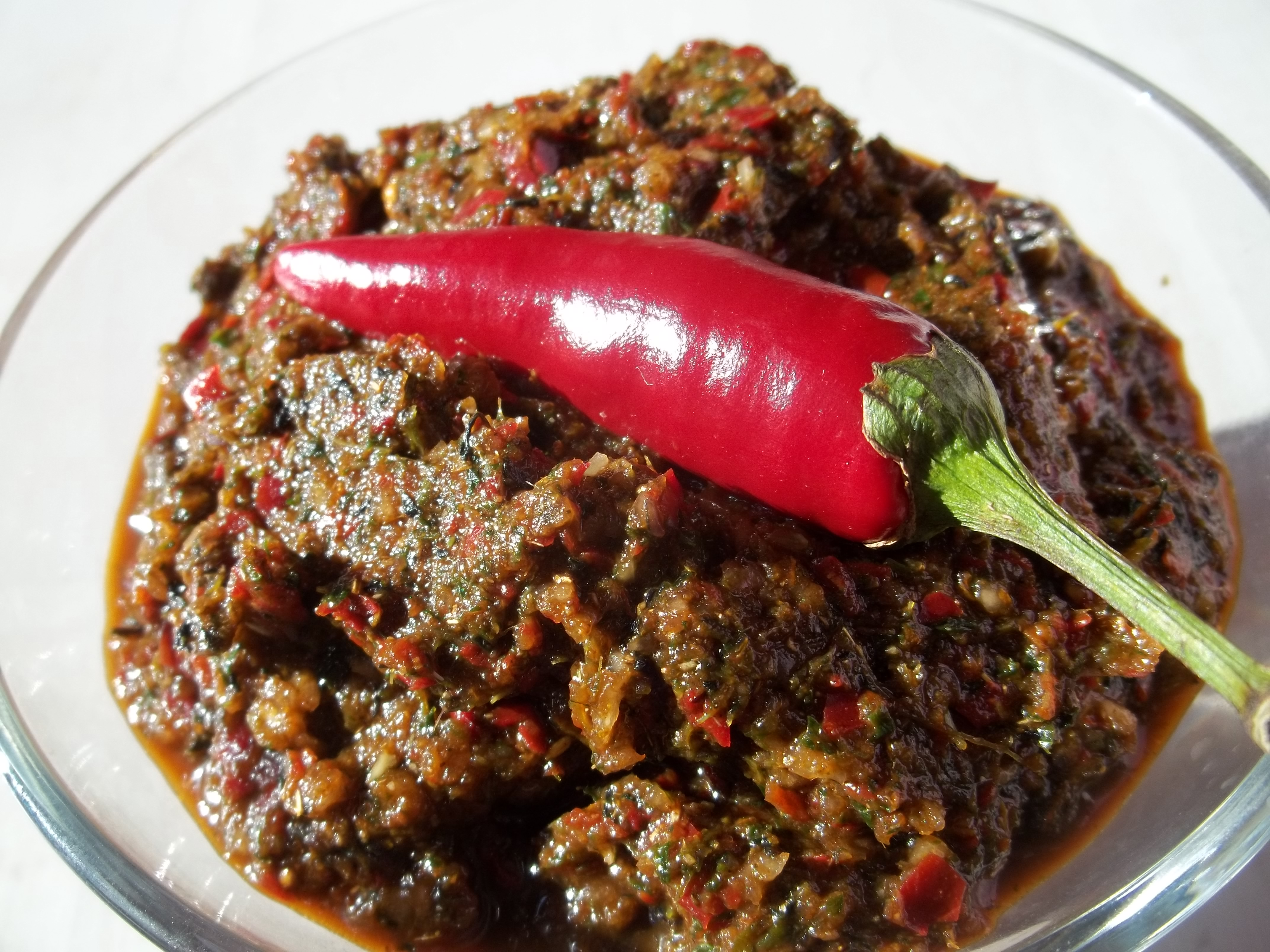
Мегрельская аджика
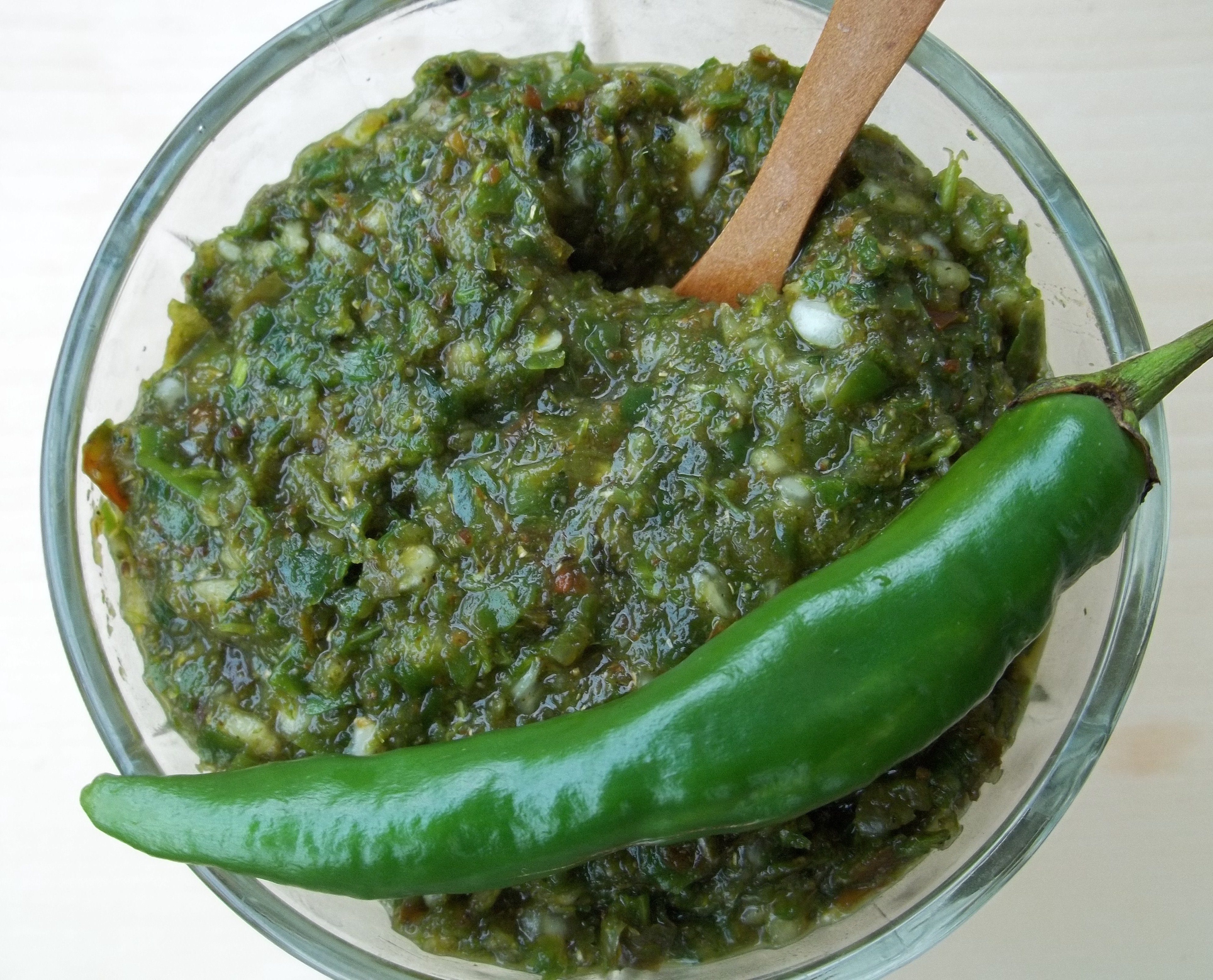
Зелёная аджика
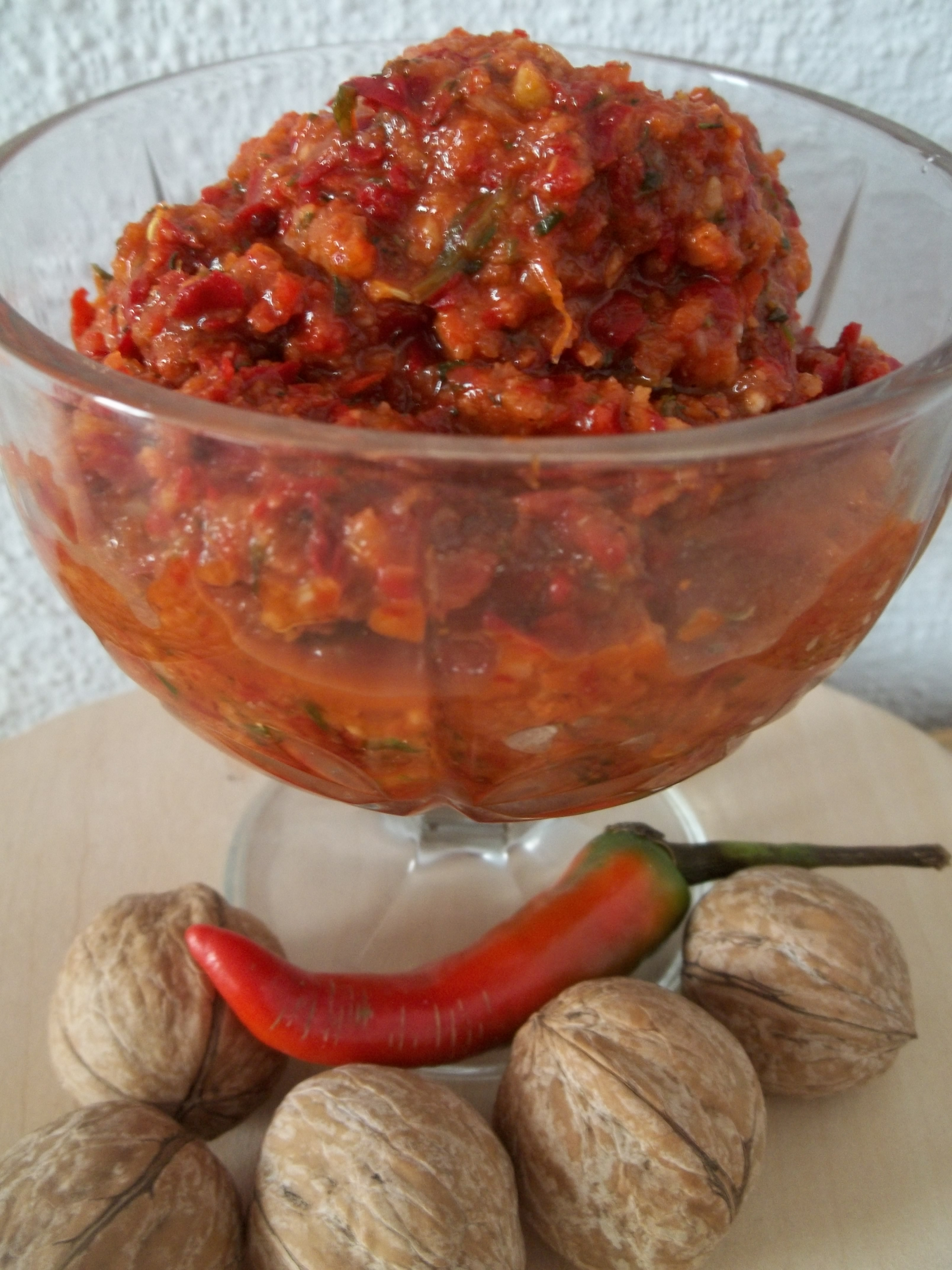
Аджика с грецкими орехами

## Видео
- Абхазская аджика. Рецепты долголетия. Компания «Аспект», 2004 год: 1 ч., 2 ч.